# Distoplectron gerstaeckeri
Distoplectron gerstaeckeri är en insektsart som först beskrevs av Peter Esben-Petersen 1918. 
Distoplectron gerstaeckeri ingår i släktet Distoplectron och familjen myrlejonsländor. Inga underarter finns listade i Catalogue of Life.